# A Healthy Distrust
A Healthy Distrust – drugi album studyjny rapera Sage Francisa wydany 8 lutego 2005 przez wytwórnię Epitaph Records. Album ten został umieszczony przez Rhapsody na liście 10 najlepszych albumów białych raperów.

## Lista utworów
Wszystkie utwory zostały napisane przez Sage Francisa z wyjątkiem utworu "Sea Lion", w którym udzielił się Will Oldham.
| A Healthy Distrust | A Healthy Distrust       | A Healthy Distrust                                      | A Healthy Distrust |
| Nr                 | Tytuł utworu             | twórcy                                                  | Długość            |
| ------------------ | ------------------------ | ------------------------------------------------------- | ------------------ |
| 1.                 | „The Buzz Kill”          | Reanimator (produkcja)                                  | 4:05               |
| 2.                 | „Sea Lion”               | Alias (produkcja), Will Oldham (wokal, gitara)          | 3:01               |
| 3.                 | „Gunz Yo”                | Danger Mouse (produkcja)                                | 3:03               |
| 4.                 | „Escape Artist”          | Alias (produkcja)                                       | 4:15               |
| 5.                 | „Product Placement”      | Alias (produkcja)                                       | 2:15               |
| 6.                 | „Voice Mail Bomb Threat” | Joe Beats (produkcja), Will Oldham (wokal, gitara)      | 1:30               |
| 7.                 | „Dance Monkey”           | Daddy Kev (produkcja)                                   | 2:53               |
| 8.                 | „Sun vs. Moon”           | Reanimator (produkcja)                                  | 3:28               |
| 9.                 | „Agony in Her Body”      | Controller 7 (produkcja)                                | 4:17               |
| 10.                | „Crumble”                | Sixtoo (produkcja), Alias (dodatkowe bębny oraz gitara) | 2:00               |
| 11.                | „Ground Control”         | Sixtoo (produkcja)                                      | 3:52               |
| 12.                | „Lie Detector Test”      | Reanimator (produkcja)                                  | 2:47               |
| 13.                | „Bridle”                 | Varick Pyr (produkcja)                                  | 2:11               |
| 14.                | „Slow Down Gandhi”       | Reanimator (produkcja)                                  | 4:52               |
| 15.                | „Jah Didn't Kill Johnny” | Tom Inhaler (gitara), Nathan Harrop (harmonijka ustna)  | 2:49               |
|                    |                          |                                                         | 47:18              |

## Personel[10]
- Sage Francis – inżynieria dźwięku
- Will Oldham – inżynieria dźwięku
- Chris Warren – inżynieria dźwięku, miks
- Gene Grimaldi – mastering